# Nanopinfilm
Die Nanopin-Folie ist ein 2005 entwickeltes experimentelles Material der Nanotechnologie mit ungewöhnlichen superhydrophoben Eigenschaften. Ein Wassertropfen kommt mit der Oberfläche dieser Folie in Kontakt und bildet eine fast perfekte Kugel mit einem Kontaktwinkel von 178°. Dies geschieht, weil sie mit nanoskaligen, gekrönten Stiften oder Kegeln bedeckt ist, die senkrecht zur Oberfläche stehen. Die Oberfläche wird als Verbundmaterial betrachtet, das zum größten Teil aus Luft und zu einem kleinen Teil aus den Spitzen der Kegel besteht. Wenn der Kontaktwinkel des Kegelmaterials ausreichend groß ist, sagt das Cassie-Modell große Kontaktwinkelwerte für den Verbundstoff voraus.
Diese spezielle Nanopin-Folie wird aus Borosilikatglas hergestellt. Eine Lösung von Cobalt(II)-chlorid-Hexahydrat (CoCl2·6H2O) wird 60 Stunden lang bei 24 °C in einer chemischen Badabscheidung erhitzt, um eine Cobalt(II)-hydroxidschicht vom Brucit-Typ mit der Zusammensetzung
CoOH1,13 Cl0,09 (CO3)0,39· 0,05 H20
zu bilden.
Die Deckbeschichtung erfolgt in einem separaten Schritt durch Laurinsäure. Eine 9 µm² große Oberfläche enthält (Stand 2005) durchschnittlich 166 solcher Kegel mit einer Kegelhöhe von etwa 100 nm, und der Kegeldurchmesser an der Spitze beträgt 6,5 nm. Der mit dem Cassie'schen Gesetz vorhergesagte Kontaktwinkel für dieses Material bei einem Flächenanteil benetzender Laurinsäure von 6,12·10−4 und einem Flachfilmkontaktwinkel von 75° beträgt 177,8°.